# Inga thibaudiana
Inga thibaudiana är en ärtväxtart som beskrevs av Dc. Inga thibaudiana ingår i släktet Inga och familjen ärtväxter.

## Underarter
Arten delas in i följande underarter:
- I. t. peltadenia
- I. t. russotomentella
- I. t. thibaudiana